# 渡邉剣
渡邉 剣（わたなべ つるぎ、1996年7月16日 - ）は、日本の俳優。福岡県出身。かつてはホリ・エージェンシーに所属していた。

## 略歴
2014年、第27回ジュノン・スーパーボーイ・コンテストでファイナリストに進出。その後、ホリ・エージェンシーに所属。
2016年、『動物戦隊ジュウオウジャー』にて、タスク / ジュウオウエレファント役を務める。2018年、『花は咲くか』で映画初主演する。

## 人物
趣味はフットサル、寝ること。特技はサッカー。
渡邉について、『動物戦隊ジュウオウジャー』で共演した中尾暢樹は純粋で寂しがり屋だがよくしゃべる明るい人物だと評しており、立石晴香は弟のような甘えっ子であったと述べている。また、変身後のスーツアクターを務めた中田裕士は、本番とそれ以外でのオンオフがはっきりしており、子供がそのまま大きくなったようないい子であったと述べている。國島直希はジュノンボーイの先輩に当たり、『ジュウオウジャー』での共演前から仲が良かった。
『ジュウオウジャー』では、カメラマンの松村文雄に鍛えられ、第12話の撮影で初めて松村から褒められたときは本当に嬉しかったという。監督の中澤祥次郎も、第12話の撮影を経て一皮むけたのではないかと述べている。
キスシーンを経験したが相手は天野浩成だった。

## 出演

### テレビドラマ
- 24時間テレビスペシャルドラマ 母さん、俺は大丈夫（2015年8月22日、日本テレビ） - 渡邉翔 役[1]
- ホテルコンシェルジュ 第8話（2015年9月1日、TBS）[1]
- テディ・ゴー! 第2話（2015年10月17日、フジテレビ）[1]
- 動物戦隊ジュウオウジャー（2016年2月14日 - 2017年2月5日、テレビ朝日） - タスク / ジュウオウエレファント 役
- 世にも奇妙な物語 '17春の特別編 ショート作品「Knock」（2017年4月29日、フジテレビ）
- &美少女 NEXT GIRL meets Tokyo 第11話（2017年6月21日、FOD） - 池内隼人 役
- ぼくらの勇気 未満都市2017（2017年7月21日、日本テレビ） - バーテンダー 役
- 明日の約束（2017年10月17日 - 12月19日、フジテレビ） - 沢井勝 役

### 映画
- スーパー戦隊シリーズ
  - 手裏剣戦隊ニンニンジャーVSトッキュウジャー THE MOVIE 忍者・イン・ワンダーランド（2016年1月23日、東映） - ジュウオウエレファントの声 役
  - 劇場版 動物戦隊ジュウオウジャー ドキドキサーカスパニック!（2016年8月6日、東映） - タスク / ジュウオウエレファント 役
  - 劇場版 動物戦隊ジュウオウジャーVSニンニンジャー 未来からのメッセージ from スーパー戦隊（2017年1月14日、東映） - タスク / ジュウオウエレファント 役
  - 仮面ライダー×スーパー戦隊 超スーパーヒーロー大戦（2017年3月25日、東映） - ジュウオウエレファントの声 役
- みんな好いとうと♪（2016年3月19日、クロックワークス）[1]
- 花は咲くか（2018年2月24日、東映） - 主演・水川蓉一 役

### Vシネマ
- 帰ってきた動物戦隊ジュウオウジャー お命頂戴!地球王者決定戦（2017年6月28日、東映ビデオ） - タスク / ジュウオウエレファント 役

### YouTube
- メタルボックスチャンネル

### CM
- GReeeeN「C、Dですと!?」（2015年）[1]
- コール オブ デューティ ブラックオプス3（2015年、PS3・PS4）[1]

### ミュージックビデオ
- 安田レイ「きみのうた」（2017年）

### 吹き替え
- 獣電戦隊キョウリュウジャーブレイブ 第12話（2017年6月3日） - ジュウオウエレファント 役

### ゲーム
- 動物戦隊ジュウオウジャー バトルキューブパズル（2016年） - ジュウオウエレファント 役[10]